# Skuabach
Skuabach är ett vattendrag i Antarktis. Det ligger i Sydshetlandsöarna. Argentina, Chile och Storbritannien gör anspråk på området. Skuabach ligger vid sjön Kiteschbach.